# Gaetano Diamente
Gaetano Diamente (Bojano, 1821 – Bojano, 17 maggio 1877) è stato un poeta italiano.
Nasce a Bojano nel 1821, città in cui muore il 17 maggio 1877. Era figlio di Raffaele Diamente e Vittoria Nardone. Personalità poliedrica di estrazione borghese, fu sacerdote, insegnante, latinista, poeta e patriota risorgimentale. Lo studioso Angelo Tirabasso nel suo “Breve dizionario biografico del Molise” nel ricordare il Diamente sottolinea la traduzione in versi da lui effettuata del “Centone” virgiliano della poetessa Proba Falconia. La sua produzione poetica comprende componimenti religiosi e di carattere civile o profano. Tra i primi è degno di essere menzionato l'inno “Al glorioso santo Emiddio vescovo e martire”, edito a Campobasso nel 1855. Francesco Tavone, che del Diamente ha analizzato l'opera, dice che questi non circoscrive la propria vita all'esercizio spirituale, all'attività didattica presso il seminario diocesano della città bifernina e al “beato ozio” di reminiscenza petrarchesca  - fatto di studio, poesia e meditazione contemplativa -  ma è anche uomo di azione politica, tanto da collocarsi al fianco di quegli ecclesiastici che nel Regno delle Due Sicilie ruppero con i Borbone e si schierarono con convinzione a favore dell'Unità d'Italia. Il suo patriottismo lo vede attivo nelle gloriose giornate degli inizi del settembre 1860, allorché l'avvocato Girolamo Pallotta  con l'arrivo dei Cacciatori del Vesuvio dà vita a un governo provvisorio che dichiara l'annessione di tutto l'estendimento strategico bojanese alla monarchia costituzionale del Re Vittorio Emanuele. Nella distribuzione delle cariche Gaetano Diamente è nominato segretario aggiunto. Testimonianza della sua adesione al movimento risorgimentale e, quindi, all'ideale unitario sono le seguenti poesie civili: “All'Italia” ;“A Garibaldi” e “Ad un patriota della redenzione”, D'impegno civile, infine, è pure il componimento “L'arcasino della comunità”, articolato in 38 ottave e pubblicato a Isernia nel 1876.

## Opere
- Al glorioso Santo Emiddio vescovo e martire : inno del sacerdote Gaetano Diamente da Bojano, Campobasso, 1855
- L'arcasino della comunita : poesia lirica del cittadino Gaetano Diamente autore di altre opere sacre e profane, Isernia, 1876
- Il 14 Marzo 1876 : canto marziale / di Gaetano Diamente, Campobasso, 1876